# Haŭryloŭka
Haŭryloŭka (in bielorusso Гаўрылоўка?; in russo Гавриловка?, Gavrilovka) è un centro abitato della Bielorussia.
È situato nei pressi del confine tra la Bielorussia e la Russia.